# Sucupira (série télévisée)
Sucupira est une telenovela chilienne diffusée en 1996 par TVN.

## Distribution
- Héctor Noguera : Federico Valdivieso
- Francisco Reyes : Esteban Onetto
- Ángela Contreras : Barbara Valdivieso
- Álvaro Rudolphy : Rafael Aliaga
- Delfina Guzmán : Mariana Montero
- Luis Alarcón : Ambrosio Campos
- Coca Guazzini : Luisa Lineros
- Anita Klesky : Dora Lineros
- José Soza	: Segundo Fábrega
- Claudia Burr : Soledad Campos
- Álvaro Morales : Raimundo "Rucio" Prado
- Mauricio Pesutic : Renato Montenegro
- Viviana Rodríguez : Sofía Montero
- Consuelo Holzapfel : Elena Domínguez
- Óscar Hernández : Carlos López
- Anita Reeves : Carmen de Campos
- Alejandro Castillo : Ramiro Portela
- Pablo Schwarz : Juan "Burro" Aravena
- Amparo Noguera : Norma Órdenes
- Patricia Rivadeneira : Regina Lineros
- Francisco Melo : Diógenes Tobar
- Ximena Rivas : Susana de Portela
- Carmen Disa Gutierrez : Olguita Marina de Fábrega
- Valentina Pollarolo : Rocío Ureta
- Remigio Remedy : Rodrigo Valdivieso
- Tamara Acosta : Daniela López
- Felipe Braun : Cristián López
- Juan Pablo Bastidas : Fernando Rovira
- Mario Montilles : Padre Damián
- Mireya Véliz : Hilda Moya
- Mónica Godoy : Loreto Inostroza
- Maité Pascal : Claudia
- Catalina Olcay : Francisca Silva
- Ana Luz Figueroa : Carla Silva
- Ernesto Gutiérrez	: Cincuenta
- Juan Carlos Montaña : Pata de Jaiva
- Samuel Guajardo : Cabeza de Corcho
- Carolina Infante : Catalina García
- Andrea Molina : Luna del Alba
- Ricardo Pinto : Jeremías Alegría
- Marcelo Romo : Manuel "Diablo" Campos

## Diffusion internationale
| Pays      | Chaîne           | Titre    | Série prémière |
| --------- | ---------------- | -------- | -------------- |
| Chili     | TVN              | Sucupira | 11 mars 1996   |
| Argentina | Canal 9 Libertad | Sucupira | 1997           |
| Paraguay  | Canal 13 RPC     | Sucupira | 1997           |

## Autres versions
- O Bem-Amado (1973), produit par Rede Globo.
- El bienamado (2017), produit par Televisa.

### Sources
- (es) Cet article est partiellement ou en totalité issu de l’article de Wikipédia en espagnol intitulé « Sucupira (telenovela) » (voir la liste des auteurs).